# Genomische Prägung
Genomische Prägung (engl. genomic imprinting, genetic imprinting) bezeichnet das Phänomen, dass die Expression von Genen davon abhängen kann, von welchem individuellen Elternteil das Allel stammt.

## Eigenschaften
Die genomische Prägung kommt noch nicht in der klassischen mendelschen Vererbung vor, sondern wurde erst später entdeckt. Bei Genen, die dem Genomic Imprinting unterliegen (geprägte Gene), ist entweder nur die von der Mutter stammende oder nur die vom Vater stammende Version aktiv. Die Gene besitzen also eine elterliche genomische Prägung.  Imprinting beruht auf epigenetischen Modifikationen der DNA, die in den Keimzellen erhalten bleibt. Die Basenabfolge wird dabei nicht geändert. Durch diese epigenetische Prägung ist eines der beiden elterlichen Allele des imprinteten Gens aktiv und das andere inaktiv. Diese elterlichen Prägungen werden in den frühen Keimzellen jedes Individuums teilweise gelöscht und geschlechtsspezifisch neu etabliert – die epigenetische Codierung imprinteter Gene ist also reversibel. Wesentliche Unterschiede zur „klassischen“ Vererbung sind z. B. die elternabhängige Vererbung des Aktivitätszustandes eines Gens, die Reversibilität dieses Zustandes und die Unabhängigkeit des Imprints vom genetischen Code.
Die epigenetische Information, die als Imprinting an das spezielle Allel angebracht wird, kann im Wesentlichen nur zwei Zustände annehmen: an- oder ausgeschaltet. Der Informationsgehalt des Allels, die DNA-Sequenz, wird dadurch nicht verändert.
Genomisches Imprinting kann man vereinfacht auch als elternspezifische (maternale oder paternale) Ausprägung einer genetischen Anlage bezeichnen. Die Modifikation kann während der Keimzellentwicklung (Spermatogenese und Oogenese) oder in der späteren Entwicklung erfolgen und diese beeinflussen. Die genomische Prägung wird bei Säugetieren durch CTCF-dependent insulators und lange nichtkodierende RNA gesteuert. Ein gewisses Allel (Genvariante) kommt dabei nur dann zur Expression, wenn es, je nach Fall, entweder vom weiblichen (maternalen) oder vom männlichen (paternalen) Elternteil kommt.
Bestimmte mutierte Allele, die genomischem Imprinting unterliegen, scheinen rezessiv vererbt zu werden, wenn sie von der Mutter vererbt werden, aber dominant, wenn sie vom Vater vererbt werden; die Dominanz anderer solcher Allele scheint genau entgegengesetzt vom Geschlecht des vererbenden Elternteils abhängig. Bei Säugetieren wie auch Menschen ist dieses Phänomen am besten untersucht, und der Mechanismus, der dem Imprint zugrunde liegt, ist eine spezifische epigenetische Modifikation (oftmals eine Methylierung von CpG-Inseln) der DNA an bestimmten Regulations-Stellen imprinteter Gene. Als Folge dieser DNA-Methylierung kommt es zu einer Stilllegung des Gens (Gen-Silencing). Die Modifikationen werden beim Durchgang durch die Keimbahn (Meiose) zuerst gelöscht, dann geschlechtsspezifisch wieder aufgebaut (entweder nur maternal oder paternal).
Stand 2019 gibt es 260 bekannte Gene mit genomischer Prägung in Mäusen und 228 in Menschen.

## Organismen mit Imprinting
Imprinting-ähnliche Phänomene sind unabhängig voneinander in Säugetieren (jedoch nicht bei Kloakentieren) und Blütenpflanzen beobachtet worden. Ob der Mechanismus der Prägung bei allen der gleiche ist, ist zurzeit noch unbekannt, aber alle diese Phänomene führen zu einem funktionell hemizygoten Zustand, bei dem nur ein Allel am betroffenen Genlokus aktiv ist.

## Beispiele
Es sind Dutzende Gene bekannt, die genomischem Imprinting unterliegen (z. B. H19 und CDKN1c: aktives Allel maternal, oder Xist und Igf2: aktives Allel paternal). Einige genetische Krankheiten beim Menschen werden mit (fehlerhaftem) Imprinting in Zusammenhang gebracht, wie etwa das Beckwith-Wiedemann-Syndrom, Angelman-Syndrom oder Prader-Willi-Syndrom. Weiteres Beispiel ist das Birk-Barel-Syndrom, auch KCNK9 imprinting syndrome genannt. Bedeutsam ist die Beteiligung von genomischem Imprinting auch bei der Entstehung mancher Krebsarten (z. B. Wilms-Tumor).
Genomisches Imprinting ist vermutlich auch bei den Problemen bei In-vitro-Fertilisation (IVF) mittels intrazytoplasmatischer Spermieninjektion ICSI und beim Klonen von Säugetieren beteiligt.